# 에를렌 로
에를렌 로(Erlend Loe, 1969년 5월 24일 ~ )는 노르웨이의 소설가이자 영화 각본가이다.